# Alexander Hegius von Heek
Alexander Hegius von Heek (Heek, cerca de Ahaus, Münster, Westfalia, 1433-Deventer, 7 de diciembre de 1498) fue un sacerdote, humanista y pedagogo alemán.

## Biografía
Era hijo de un juez. En su infancia asistió a la escuela secundaria en Münster y conoció ahí, al humanista Rudolph von Langen. Entre 1456 y 1463 estudió en Rostock. Fue en su juventud alumno de Tomás de Kempis, en ese momento canónigo del convento de Santa Inés en Zwolle. Fue nombrado en 1469 rector de la escuela en Wesel, y poco después, nombrado jefe de la escuela monástica en Emmerich. En 1474 se instaló en Deventer (Holanda), un centro en la devotio moderna divulgada allí por Gerhard Groote. En esta villa dirigió una escuela capitular de latín que se convertirá en célebre por sus distinguidos alumnos. En el número de estos, el más eminente fue Erasmo de Róterdam, quien fue llevado a esta institución por su padre a los nueve años; otros fueron Hermann von dem Busche y Johannes Murmellius, misioneros del humanismo; Conrad Goclenius (Gockelen), Konrad Mutian, llamado Conrad Mutianus (Muth von Mudt) y el papa Adriano VI. Hegius conoció a Rodolphus Agricola, de quien se proclamó discípulo a pesar de que era once años más joven que él (la modestia de Hegius era un rasgo sobresaliente de su carácter que ya señaló Erasmo). A una edad avanzada se ordenó sacerdote.
Sus escritos se presentan bajo las formas de poesías cortas, ensayos filosóficos, notas gramaticales y cartas escritas en un puro latín ciceroniano. Fueron editados póstumos en 1503 por su alumno Jacobus Faber (Jacques Lefèvre d'Étaples) en la imprenta de Deventer. En sus obras, se refleja un conocimiento considerable del latín, aunque menos del griego, sobre el valor del cual él insistió tan fuertemente que lo incluyó en el plan de estudios, lo que fue único en su tiempo. Su escuela fue así durante un período de unos cuarenta años uno de los principales centros intelectuales en los Países Bajos.
Hegius es menos famoso por sus trabajos publicados que por sus contribuciones a la causa del humanismo. En su elogio de él, Erasmo contó que abolió el uso de los anticuados manuales y los métodos de instrucción medievales, y condujo a sus alumnos a estudiar a los autores clásicos en sí mismos y por ellos mismos, perdiendo toda referencia al pobre latín escolástico de entonces. Aunque estaba dotado de una fortuna considerable, cayó en la ruina por ayudar a estudiantes pobres. A su muerte dejó solamente sus libros y su ropa. 
Erasmo, siempre reconoció su honestidad y seriedad como maestro, al igual que su actitud modesta cuando se trataba de sus propias obras:
Si escribía algo, lo hacía como quien juega más que como quien se toma a sí mismo en serio. A pesar de ello, sus escritos, están compuestos de tal modo que el mundo de la cultura les reconoce un valor inmortal.

## Obras
- Opuscula des Alex. Hegius, Daventriae 1503
- Dialogus de arte et inertia, 1497
- Carmina et gravia et elegantia, 1503
- Invectiva in Modos Significandi
- Dialogi, 1503
- Farrago, 1502
- Institvtiones ac meditationes in graecam lingvam, n. clenardo avthore: cvm scholiis et praxi p. antesignani rapistagnensis. operi praefixi sunt indices copiosissimi duo, rerum vnus, verbo-rum alter... omnia à frid. sylburgio hesso recognita... notís[que] insuper illustrata. (adiectae insuper ex henr. stephani paralipomenis, animaduersiones...), 1583